# Maniac Mansion
Vous lisez un « bon article » labellisé en 2016.
Pour la série télévisée, voir Maniac Mansion.
Maniac Mansion est un jeu d'aventure développé et édité par Lucasfilm Games. Initialement commercialisé sur Commodore 64 et Apple II en octobre 1987, le jeu est ensuite publié sur DOS en 1988, sur Amiga et Atari ST en 1989 puis sur NES en 1990. Il suit les aventures du jeune Dave Miller qui tente de sauver sa petite amie enlevée par un scientifique fou, le docteur Fred Edison, dont la famille est sous le contrôle d'une météorite qui s’est écrasée derrière leur maison vingt ans auparavant. Le joueur contrôle ses personnages grâce à une interface en pointer-et-cliquer et doit résoudre des énigmes pour avancer dans le jeu.
Le jeu est conçu par Ron Gilbert et Gary Winnick en 1985. Pour le scénario, ils s'inspirent des clichés des films d'horreur et de série B auxquels ils incorporent des éléments humoristiques. Les personnages sont basés sur des personnes qu'ils connaissent ainsi que sur des personnages de films, de comics ou de magazines d'horreur. L'apparence de la maison des Edison s'inspire du bâtiment principal du Skywalker Ranch où est à l'époque basé le studio de Lucasfilm Games. L'interface du jeu est construite de manière à améliorer le système utilisé dans les jeux d'aventure textuels de l'époque. Pour réduire la quantité de travail nécessaire pour créer le jeu, Ron Gilbert développe un moteur de jeu, baptisé SCUMM, qui est ensuite réutilisé dans un grand nombre de jeux d'aventure développés par le studio.
Considéré comme un titre phare du genre, Maniac Mansion est, à sa sortie, acclamé par la presse spécialisée. De nombreuses critiques saluent ainsi ses graphismes, ses scènes cinématiques, ses animations et son humour. Son interface en pointer-et-cliquer est considérée comme une révolution pour le genre et influence un grand nombre de jeux d'aventure. En 1990, le jeu donne également naissance à une série télévisée, écrite par Eugene Levy et mettant en scène Joe Flaherty, qui dure trois saisons et 66 épisodes. Une suite intitulée Day of the Tentacle est publiée par Lucasfilm Games en 1993. À sa sortie, elle est acclamée par les critiques et reste considérée comme un des meilleurs jeux du genre.

## Trame
Maniac Mansion se déroule dans la maison de la famille Edison, composée du Docteur Fred, de la nurse Edna et de leur fils Ed. La maison est également habitée par deux tentacules vivant avec la famille Edison, le tentacule pourpre et le tentacule vert. La séquence d'introduction montre la chute d'une météorite qui s'écrase derrière la maison vingt ans avant les événements se déroulant durant le jeu,. La météorite prend alors le contrôle de la famille Edison et pousse le docteur Fred à récupérer des cerveaux humains pour ses expériences, sa famille l'encourageant dans ses recherches. Un jour, la petite amie de Dave Miller, la pom-pom girl Sandy Pantz, disparaît sans laisser de trace, ce qui pousse Dave à soupçonner le docteur Fred de l'avoir kidnappée. Après l'introduction du jeu, Dave et ses deux amis se préparent à entrer dans la maison pour sauver Sandy,. Le joueur doit alors sélectionner parmi six personnages les deux qui accompagneront Dave.

## Système de jeu
Maniac Mansion est un jeu d'aventure en deux dimensions. Pour progresser dans le jeu et retrouver Sandy, le joueur dispose de trois personnages avec lesquels il explore la maison des Edison et résout des énigmes. Les pièces de la maison sont représentées en vue de côté et défilent latéralement grâce à la technique du side-scrolling,. Le joueur contrôle ses personnages par l'intermédiaire d’une interface graphique en pointer-et-cliquer et les fait interagir avec leur environnement grâce à quinze commandes verbales, comme « parler à », qu'il peut utiliser pour communiquer avec un personnage,. Chaque personnage possède des capacités qui lui sont propres. Par exemple, Syd et Razor peuvent jouer d'un instrument et Bernard peut réparer des appareils. Le jeu peut être terminé avec n'importe quelle combinaison de personnages. Certaines énigmes ne peuvent en revanche être résolues qu'avec des capacités spécifiques,. L'action est fréquemment interrompue par des scènes cinématiques, un terme inventé par Ron Gilbert,, des séquences animées non-interactives, qui fournissent au joueur des informations au sujet des actions des personnages non-joueurs et qui permettent de faire avancer l'histoire,. En dehors du tentacule vert, les habitants de la maison sont des menaces pour les personnages contrôlés par le joueur et peuvent les enfermer ou les tuer s'ils les voient. Si tous les personnages meurent, la partie est terminée. Le jeu possède cinq fins qui dépendent des personnages sélectionnés, des personnages qui survivent et des événements qui se déroulent pendant la partie.

## Développement

### Conception
La conception de Maniac Mansion commence en 1985 et Lucasfilm Games en confie le développement à Ron Gilbert et Gary Winnick. Ron Gilbert vient alors d’être engagé pour trois mois par Noah Falstein afin de programmer le jeu Koronis Rift et Gary Winnick travaille à l’époque sur le développement de Labyrinth: The Computer Game au cours duquel il fait connaissance avec Gilbert et découvre que celui-ci partage ses goûts en matière d’humour, de films et de programmes de télévision. Gilbert est alors engagé à plein temps par Lucasfilm Games. Comme pour les autres titres développés à l’époque par le studio, la direction de la société laisse beaucoup de libertés à l’équipe de développement, ce qui, d’après Gilbert, explique le succès de ces jeux,.

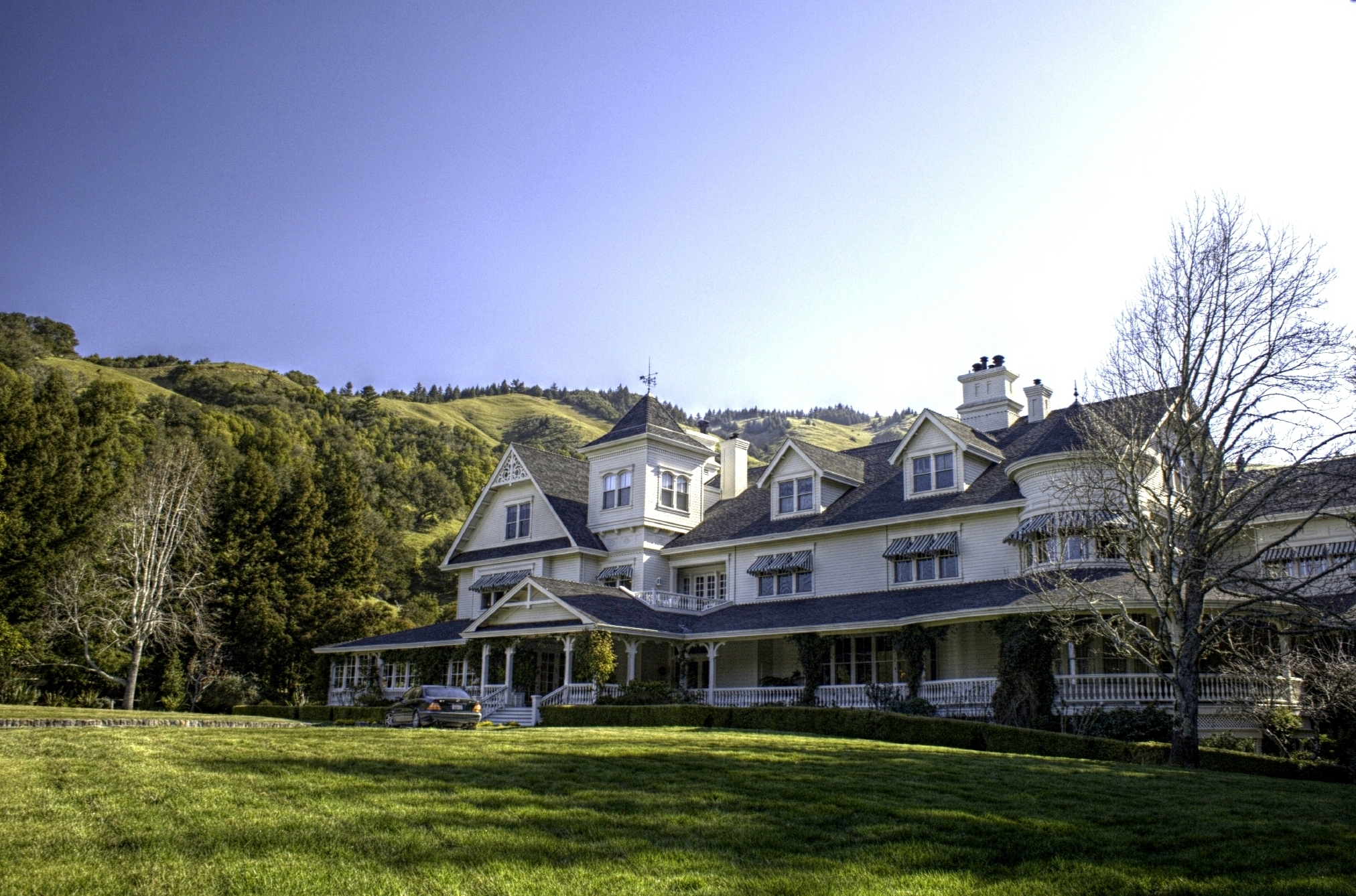
Le bâtiment principal du Skywalker Ranch a inspiré le design de la maison des Edison.

Les deux développeurs collaborent sur l’écriture du scénario et la conception du jeu mais travaillent séparément pour la programmation et la conception artistique. Gilbert se charge ainsi de la programmation alors que Winnick crée les visuels du jeu. S’inspirant de leur passion commune pour les films d’horreur de série B, ils décident de créer un jeu qui mélange humour et horreur et qui se déroule dans une maison hantée. Ils sont notamment influencés par un film d’horreur, qu’ils jugent ridicule, dans lequel des adolescents se font massacrer un par un dans une maison sans jamais avoir l’idée de sortir de celle-ci. Le duo combine ensuite cette idée avec les clichés des films d’horreur populaires de l’époque, comme Vendredi 13 ou Les Griffes de la nuit, pour définir le cadre du jeu. Le début du développement donne lieu a de nombreuses expérimentations et est très « organique ». D’après Gilbert, « peu de choses sont écrites » et les idées viennent spontanément. Durant cette période, Lucasfilm Games déménage et s’installe dans la Stable House du Skywalker Ranch. Winnick décide alors de s’inspirer du bâtiment principal de celui-ci pour concevoir l’aspect de la maison dans laquelle se déroule l’aventure. Il transpose ainsi dans le jeu plusieurs pièces du bâtiment principal, comme la bibliothèque et ses escaliers en spirale ou la pièce des médias, avec son écran géant et son grand piano,. Le duo choisit de se focaliser sur l'histoire et les personnages et essaie de maintenir un équilibre entre « un sentiment de danger et l'humour ». Les premiers concepts de personnages mettent en scène une fratrie et leurs amis. Ces concepts évoluent ensuite peu à peu jusqu'à aboutir aux personnages de la version finale. Pour les concevoir, Gilbert et Winnick s’inspirent de stéréotypes mais aussi de personnes qu'ils connaissent. Par exemple, le personnage de Razor est basé sur la petite amie de Winnick de l'époque,. Pour la famille Edison, ils s’inspirent de différents personnages de films et d’éléments des magazines publiés par EC Comics et Warren Publishing. C'est alors qu'ils pensent à donner à chaque personnage des capacités différentes. Limités par la capacité des supports de l'époque, ils abandonnent certaines idées de personnages. Pour parodier les films d'horreur, ils insèrent de nombreux clichés dans le scénario. Par exemple, la météorite qui prend le contrôle de la famille Edison s'inspire du sketch La Mort solitaire de Jordy Verrill du film d'horreur Creepshow de 1982. Ils ajoutent également une plante carnivore, qui se nourrit comme un humain, basée sur le méchant du film La Petite Boutique des horreurs sorti en 1986.
Les deux concepteurs ont des difficultés à choisir le genre de jeu vidéo qu'ils souhaitent réaliser. Gilbert décrit ainsi leurs premières idées comme étant « déconnectées ». Alors qu'il rend visite à sa famille pour Noël, Gilbert voit son cousin jouer à King's Quest: Quest for the Crown. Il comprend alors que les concepts qu’ils ont imaginés peuvent fonctionner dans un jeu de ce type et passe le reste de ses vacances à jouer pour se familiariser avec le genre. Gilbert et Winnick conçoivent la structure de base et l'histoire de Maniac Mansion avant de commencer à programmer le jeu. La première version de celui-ci est un simple jeu de papier et crayon, le plan de la maison servant de plateau de jeu et des cartes représentant les personnages et les événements. Des lignes reliant les différentes pièces illustrent les chemins pouvant être empruntés par le joueur. Pour organiser les énigmes du jeu, ils réalisent, sur des bandes d'acétate de cellulose, un schéma qui relie entre elles les différentes combinaisons d'objets et de personnages. Impressionné par la complexité du résultat, Winnick intègre la carte ainsi obtenue dans le jeu sous la forme d'une affiche. Chaque personnage pouvant contribuer à avancer dans l'aventure grâce à des talents et des ressources différentes, le duo met plusieurs mois à concevoir les différentes combinaisons d'événements possibles. Le développement du jeu prend ainsi beaucoup de retard et Lucasfilm envisage de licencier Gilbert. Bien que les événements du jeu aient été définis en amont, ils ne commencent à écrire les dialogues qu'après avoir commencé la programmation du jeu. Ceux-ci sont écrits par David Fox.

### Équipe de développement

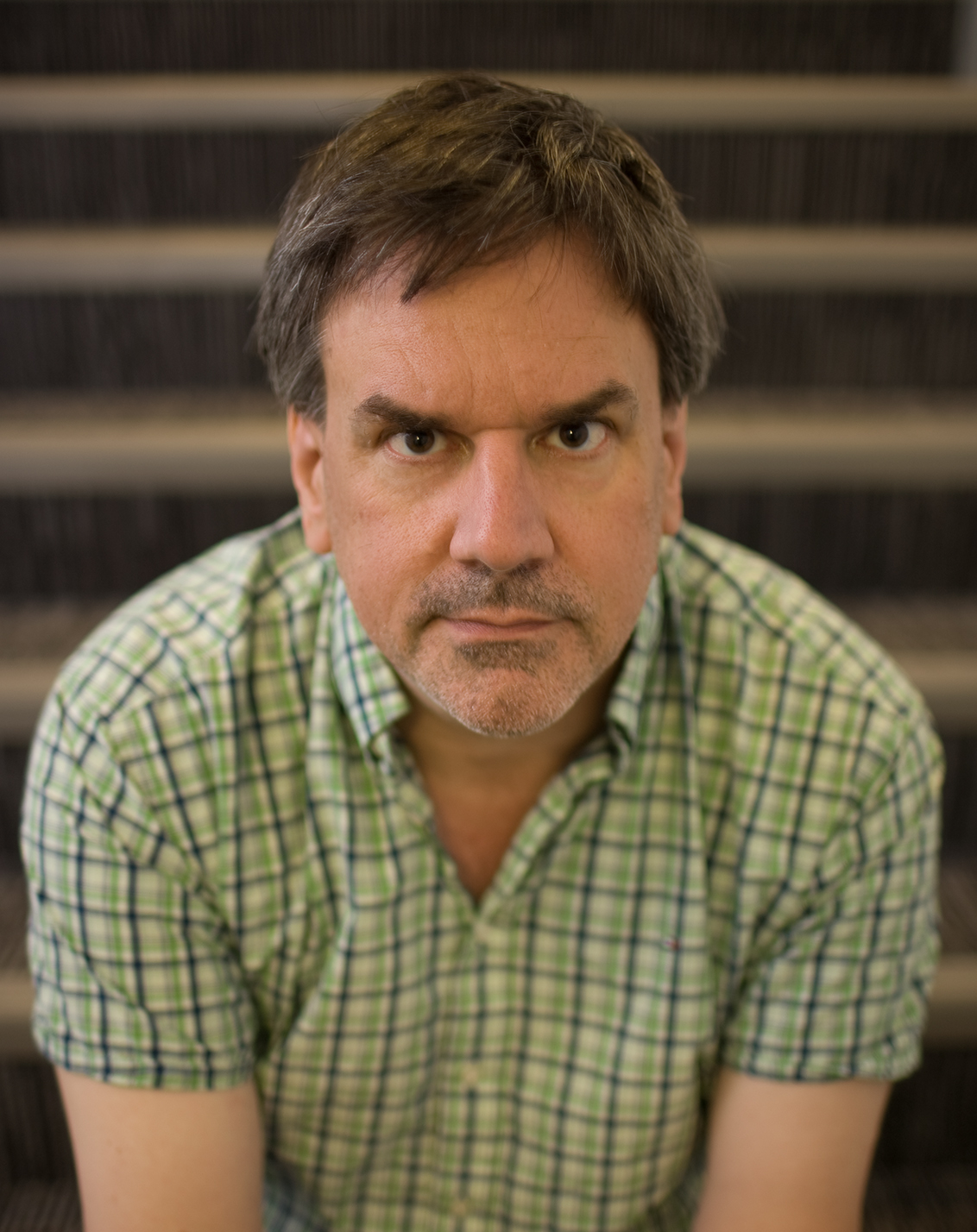
Ron Gilbert, le créateur du jeu.

- Conception : Ron Gilbert et Gary Winnick
- Histoire et dialogues : Gary Winnick, Ron Gilbert et David Fox
- Programmation : Carl Mey, Ron Gilbert et David Fox
- Graphismes : Gary Winnick
- Musique : Chris Grigg et David Lawrence
- Son : Chris Grigg

### Graphismes
Le jeu est d'abord destiné à l'ordinateur personnel Commodore 64 et les développeurs doivent donc l'optimiser pour qu'il fonctionne correctement avec la quantité limitée de mémoire vive (64 kb) dont dispose la machine. Pour cela, ils décident d'utiliser la technique du scrolling pour faire défiler les décors des pièces et ainsi limiter le nombre d’éléments qui s’affichent simultanément à l’écran,. Avec des graphismes en bitmap, ils ne peuvent cependant pas utiliser cette méthode, car elle demande trop de mémoire vive pour le Commodore (environ 8 ko). Ils doivent donc réduire le niveau de détails des personnages afin qu’ils ne prennent qu'un kilooctet pour permettre le scrolling des décors. Le jeu utilise des tuiles de 8x8 pixels. Pour passer outre aux limitations des chipsets VIC-II du Commodore, qui ne permettent pas d’en utiliser plus de 256, Gilbert décide de concevoir un programme capable de générer ces tuiles à partir des pixel arts réalisés par Winnick. Ce programme compare les tuiles du jeu, puis en génère des copies approximatives capables de remplacer plusieurs tuiles différentes. Après plusieurs itérations de ce procédé et après avoir inspecté le résultat, les développeurs parviennent à réduire suffisamment le nombre de tuiles. Pour rendre les personnages facilement reconnaissables, Winnick leur dessine des têtes relativement grosses. Chaque personnage est constitué de trois sprites multicolores superposés. Le Commodore 64 ne pouvant supporter des sprites d’une largeur supérieure à 24 pixels, les développeurs s’arrangent pour que les animations des personnages ne sortent jamais de ce cadre.

### Création du moteur de jeu
Gilbert commence à programmer le jeu avec un assembleur pour le microprocesseur 6502 qui est à l'époque la norme pour les jeux sur Commodore 64,. Il réalise cependant rapidement que le jeu est trop complexe pour être facilement programmé dans ce langage et qu'ils ont besoin d’un moteur de jeu similaire à l'Adventure Game Interpreter de Sierra On-Line,. Gilbert pense au départ utiliser le langage Lisp mais il choisit finalement une syntaxe plus proche du C. Il discute du problème avec un autre employé de Lucasfilm, Chip Morningstar, qui l'aide à construire les fondations du moteur de jeu que Gilbert va ensuite finaliser. Il conçoit le moteur de jeu afin de le rendre multitâche et ainsi permettre aux concepteurs d’isoler et de manipuler certains objets du jeu indépendamment des autres. La majeure partie des six à neuf premiers mois de développement est ainsi consacrée à la construction du moteur de jeu.
Lorsqu’il est encore au lycée, Gilbert apprécie les jeux comme Colossal Cave Adventure ou les titres développés par Infocom, mais il regrette qu’ils ne soient pas dotés de graphismes,. Il pense en effet que les éléments visuels incorporés dans les jeux d’aventures par des studios comme Sierra Entertainment ajoutent une dimension supplémentaire au genre et constituent une réelle amélioration. Il regrette en revanche qu’ils reposent sur une interface en ligne de commande. Son objectif est donc de créer une interface capable de restituer la structure d’un jeu d’aventure en mode texte classique mais qui dispense le joueur de taper des lignes de commandes. Dans King's Quest, il regrette en effet qu’il soit nécessaire de deviner la commande à utiliser pour réaliser une action et considère qu’il devrait être possible d’interagir directement avec les éléments qui apparaissent à l’écran. Son raisonnement le conduit à penser que si un élément apparaît à l’écran, le joueur doit pouvoir cliquer dessus et que par extension, le joueur doit également pouvoir cliquer sur une commande. Il imagine alors une nouvelle interface plus simple, basée sur le principe du pointer-et-cliquer, qui décharge le joueur de lignes de commandes à taper. Il répertorie au départ une quarantaine de commandes verbales puis simplifie peu à peu cette liste jusqu’à la réduire à douze commandes essentielles. Il intègre ensuite celles-ci dans le langage de script de manière à créer un interpréteur similaire à ceux utilisés par Sierra, comme l'Adventure Game Interpreter et le Sierra Creative Interpreter,. Après environ un an de développement, il termine le moteur de jeu qu’il baptise SCUMM (pour Script Creation Utility for Maniac Mansion). Celui-ci permet notamment aux développeurs de s’affranchir de programmer en langage de bas niveau, ce qui réduit le temps nécessaire pour développer d’autres jeux du même type. Il permet aussi de faciliter l’adaptation du jeu sur d’autres plates-formes,.

### Script et tests
Pour écrire le script du jeu, Gilbert est assisté de David Fox, un des développeurs de Labyrinth: The Computer Game, qui est alors en attente d'un nouveau projet. Celui-ci ne doit au départ travailler qu’un mois sur le jeu, mais il participe finalement au projet pendant près de six mois. Après avoir discuté des événements du jeu avec les deux concepteurs, il utilise le moteur pour créer les pièces de la maison. Les développeurs délimitent ensuite dans ces pièces les zones dédiées que les personnages peuvent traverser. David Fox écrit également les dialogues et chorégraphie l’action du jeu, avec l'aide de Gilbert. Il propose aussi quelques idées, comme celle de mettre un hamster dans le four à micro-ondes, qu’il imagine après avoir regardé les artwork dessinés par Winnick.
Lorsqu'ils élaborent le script du jeu, les développeurs veulent s’assurer que l’aventure est amusante et qu’elle ne punit pas le joueur pour avoir utilisé la même logique que dans le monde réel. En effet, Fox note que dans Space Quest II, le personnage du joueur peut brusquement mourir en se coupant avec un verre cassé. Il considère ce procédé comme « sadique », puisqu'il est en réalité facile de ramasser un bout de verre sans mourir. L’équipe souhaite donc éviter ce genre de mort subite afin d'éviter au joueur de devoir constamment revenir à une sauvegarde antérieure. Pour cela, ils incluent un certain nombre de possibilités qui donnent au joueur plus de liberté. Ainsi, même si le personnage peut être tué au cours de l’aventure, il est impossible de l’être autrement qu’intentionnellement.
En scriptant le jeu, les développeurs réalisent que la multiplicité des personnages augmente sensiblement la complexité du jeu et entraîne un certain nombre de problèmes, comme ces situations cul-de-sac à partir desquelles le joueur ne peut plus finir le jeu. Pour les résoudre, l’équipe doit souvent modifier certaines énigmes. Lucasfilm Games ne dispose à l’époque que d’un testeur et beaucoup d’erreurs de ce type ne sont donc pas détectées, malgré l'aide apportée par l'oncle de Gilbert pour tester le jeu,.

## Publication
Alors que pour ses précédents jeux, Lucasfilm Games fait appel à des éditeurs indépendants, le studio décide de prendre en main la publication de Maniac Mansion,. Lucasfilm Games recrute alors Ken Macklin, une connaissance de Gary Winnick, pour concevoir l'artwork de l'emballage. Pour créer l’arrière de la boîte, Gilbert et Winnick collaborent avec le département marketing du studio. Le duo crée également un encart qui inclut des conseils, le background du jeu et des blagues. Après 18 à 24 mois de développement, le jeu est présenté lors du Consumer Electronics Show de Chicago en 1987,. Le jeu est d'abord publié sur Commodore 64 et Apple II en octobre 1987. Après la plainte d'un client de Toys “R” Us au sujet du mot « luxure » (« lust » en anglais) qui apparaît à l'arrière de la boîte, le magasin retire le jeu de ses rayons jusqu'à ce que Lucasfilm Games modifie l'emballage du jeu. Le jeu est ensuite publié sur PC en mars 1988, sur Amiga et Atari ST en 1989 puis sur NES en 1990.

## Versions françaises sur micro-ordinateur
Maniac Mansion a été adapté en version française sur Amiga, Atari ST, et sur PC. Ces versions comportent la boite en deux parties avec un sticker jaune "Maniac Mansion Version intégralement en français (disques et documentation)", une notice traduite en français, un poster traduit en français, des codes, des lunettes rouges Lucasfilm Games ainsi que les disques de jeu.
On distingue ces versions par le sticker frontal et latéral (ici en marron sur la photo). Il est bleu pour la version Atari ST.
En ce qui concerne les versions sur PC, elles existent en version 3,5", 5,25" et 3,5"+5,25". Il existe un sticker frontal différent pour chacune de ces versions.
Les disquettes de jeu des versions françaises ne sont pas distinguables de celles des versions anglaises, on y trouve systématiquement les stickers bleus avec le logo du jeu. On trouve des disquettes bleues comme des disquettes blanches, il ne semble pas exister d'autre couleur.

## Adaptation sur NES
Maniac Mansion est le premier jeu développé par Lucasfilm Games pour la NES. Les développeurs font alors face à une charge de travail trop importante qui les empêche de se focaliser sur cette adaptation, Douglas Crockford se porte donc volontaire pour gérer le projet. Du fait des différences fondamentales entre le PC et la NES, il doit adapter le moteur de jeu à cette dernière et une version modifiée du SCUMM, baptisée NES SCUMM, est créée pour l’occasion. La NES utilise notamment une résolution d'écran différente, qui implique une refonte complète des graphismes, et peut accomplir certaines tâches plus rapidement que les PC de l’époque,. Pour tester l’adaptation, Crockford fait appel à Tim Schafer qui travaillera plus tard sur plusieurs autres jeux d’aventure développés par Lucasfilm Games dont Day of the Tentacle.

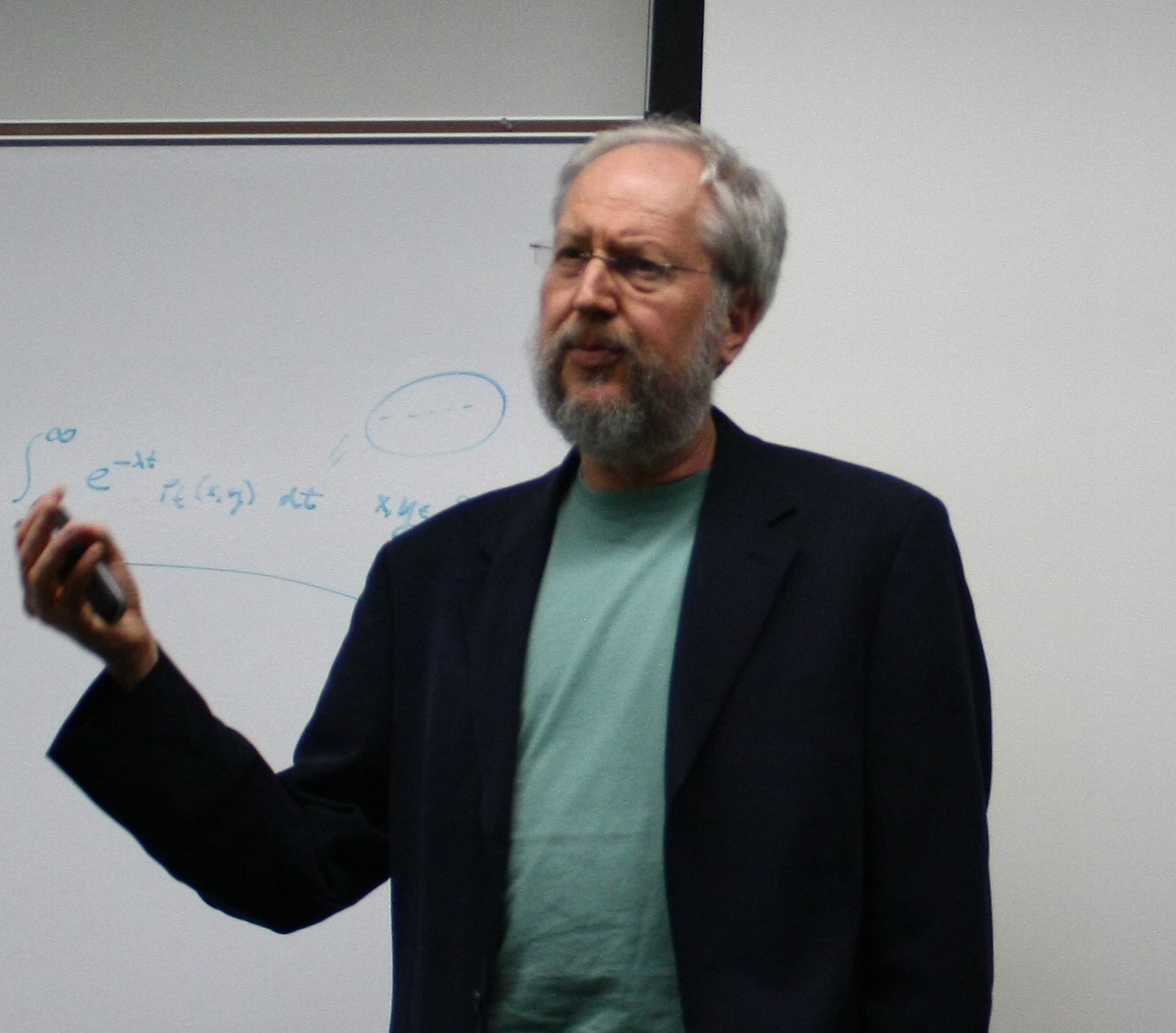
Le développement de la version NES du jeu est supervisé par Douglas Crockford.

Pour la version PC du jeu, Lucasfilm Games demande de censurer certaines obscénités dont notamment la phrase d'introduction de Dave Miller, « Don't be a shit head », qui est transformée en « Don't be a tuna head ». Pour la version NES, la censure va encore plus loin afin d'adapter le jeu à un public plus jeune et être ainsi en accord avec la politique de Nintendo. Le président de Jaleco USA, Howie Rubin, met alors en garde Crockford au sujet des éléments du jeu que Nintendo est susceptible de censurer, par exemple le mot « tuer ». Crockford prend en compte cette mise en garde et fournit donc à Jaleco une liste des éléments du jeu qui, selon lui, peuvent être perçus comme n'étant pas appropriés. L’équipe de Jaleco juge alors le contenu du jeu « raisonnable » et Lucasfilm soumet une première version du jeu à Nintendo pour approbation. Un mois après réception du jeu, Nintendo fournit au studio un rapport qui liste les textes et les images qui doivent être censurés. Crockford modifie alors le contenu du jeu en prenant garde à respecter les aspects essentiels de celui-ci. Nintendo souhaite par exemple retirer les graffitis qui apparaissent sur le mur d'une pièce, mais ces derniers donnent des conseils au joueur et il ne peut donc pas l'enlever sans supprimer du même coup de message d'aide. Il décide donc de simplement réduire la longueur du message. D'après l'éditeur, certains dialogues sont également problématiques. C’est par exemple le cas des répliques d’Edna, jugées trop suggestives, et d'une phrase du docteur Fred « getting your pretty brains sucked out ». Pour cette dernière, Nintendo explique ainsi que c’est le mot « sucked » qui pose problème et Crockford décide donc de le remplacer par le terme « removed » et, par souci de cohérence, de supprimer une affiche de la chambre du tentacule vert où est écrit « Disco Sucks ». Nintendo met également en avant des problèmes liés à la nudité entre autres sur une affiche qui représente une momie dans une pose de playmate, sur un calendrier de maillot de bain et sur une statue de femme. Crockford accepte de supprimer l’affiche et le calendrier mais considère que la statue doit rester dans le jeu, puisque celle-ci est basée sur une sculpture de Michel-Ange. Les censeurs de Nintendo proposent alors de la modifier, ce qui pousse Lucasfilm Games à retirer la statue du jeu. Nintendo va jusqu'à faire censurer le terme « NES SCUMM » (en anglais, « scum » peut signifier « ordure » ou « salaud ») qui apparaît à la fin des crédits du jeu et Crockford se demande alors pourquoi les censeurs ont négligé certains contenus plus offensants. Rétrospectivement, Crockford juge que les standards imposés par Nintendo tendent à rendre les jeux « insipides ».
Après avoir implémenté ces modifications, Lucasfilm Games soumet à nouveau Maniac Mansion à Nintendo qui l’édite alors à 250 000 exemplaires,. L’adaptation du jeu est annoncée par le magazine officiel de l’éditeur, Nintendo Power, début 1990,. Le magazine continue ensuite de couvrir l’actualité du jeu jusqu'à sa publication par Jaleco en septembre 1990.
La possibilité de mettre un hamster au micro-ondes est présente dans la version NES du jeu et Crockford juge que cela montre à quel point les critères de censure de Nintendo sont compliqués,. Ce détail est plus tard remarqué par Nintendo qui demande alors sa suppression mais la version NTSC n'est pas rééditée et le jeu disponible en Amérique du Nord inclut donc toujours cette possibilité. Elle est néanmoins retirée de la version publiée en région PAL,.
L'adaptation de la musique est réalisée par le studio Realtime Associates. Comme la plupart des portages précédents des titres de Lucasfilm Games, la version NES du jeu ne contient au départ pas de musique de fond. Tard dans le développement, Jaleco demande néanmoins d'en ajouter. Le fondateur et président de Realtime Associates, David Warhol, note en effet que les jeux vidéo de l'époque « doivent avoir de la musique en continu ». Warhol demande donc à David Hayes, à George Sanger et au groupe de celui-ci, Team fat, d'écrire les musiques du jeu. Les musiciens composent alors des musiques adaptées aux différents personnages, avec par exemple un thème punk rock pour Razor, un thème électro-rock pour Bernard et un thème surf rock pour Jeff. Pour le personnage principal, Hayes s'inspire de la chanson The Boys Are Back in Town de Thin Lizzy. Warhol se charge ensuite d'adapter les musiques au format chiptune de la NES.

## Accueil

### Versions Commodore 64 et PC
| Version Commodore 64 |      |       |
| Média                | Nat. | Notes |
| ACE                  | GB   | 82 %  |
| Commodore User       | GB   | 80 %  |
| Gen4                 | FR   | 94 %  |
| Tilt                 | FR   | 17/20 |
| Zzap!64              | GB   | 93 %  |

À la sortie du jeu en 1987, ses graphismes sont jugés plutôt réussis. Les critiques mettent notamment en avant le niveau de détail et la qualité de l’animation des sprites représentant les personnages. Ils notent ainsi que chacun d’eux est bien réalisé et « dispose d’une garde-robe correspondant bien à son caractère »,. La presse note également que le mouvement des lèvres des personnages, qui bougent lorsqu’ils parlent, est convaincant même s'il ne correspond pas à ce qu’ils disent,. Les scènes cinématiques du jeu sont particulièrement appréciées, la presse spécialisée notant qu’elles sont créatives et bien réalisées,. D’après certaines critiques, ces scènes parviennent à donner au joueur des informations pour avancer, tout en renforçant le suspense et le sentiment d’urgence du jeu. Les similarités entre ces dernières et le cinéma valent au jeu d’être souvent comparé à des films. Les critiques le comparent ainsi au film à sketches The Rocky Horror Picture Show, mais aussi à des films d’horreur comme Psychose, Vendredi 13, Massacre à la tronçonneuse, La Famille Addams ou Scooby-Doo,,. Un journaliste fait également le lien entre les cinématiques du jeu et celles de précédents titres développés par Lucasfilm Games comme Koronis Rift ou Labyrinth: The Computer Game. De son côté, l’ambiance sonore du jeu ne fait pas l’unanimité. Ainsi, si certaines critiques mettent en avant la qualité de la bande son, d’autres regrettent la quasi-absence de musique,. Au niveau de l’ambiance, la presse spécialisée fait l’éloge de l'humour noir du jeu et note que contrairement à beaucoup de films et de romans d’horreur, il parvient à maintenir un parfait équilibre entre humour et suspense,. Les critiques saluent également la présence de références aux classiques du genre et de private joke. Son scénario est jugé cohérent et intéressant, voire incroyable,.
Les journalistes font également l’éloge de son interface en pointer-et-cliquer qu’ils jugent très facile à prendre en main, et que certains décrivent même comme « une des interfaces les plus pratiques jamais élaborées »,. Le journaliste du magazine ACE regrette néanmoins le nombre de commandes limité mais note que ce problème est largement compensé par l’intelligence du programme. Au niveau du gameplay, la possibilité de contrôler plusieurs personnages et de passer de l’un à l’autre à tout moment est décrite comme l’un des points forts du jeu. Les critiques notent en particulier que les personnages ont chacun un caractère et des compétences qui leur sont propres et que celles-ci peuvent influencer la manière de résoudre certaines énigmes du jeu. D’après eux, le jeu peut ainsi être rejoué plusieurs fois avec différentes équipes,. Les énigmes sont décrites comme étant variées et d’une difficulté modérée. Le journaliste de Computer Gaming World note qu’elles améliorent réellement le jeu et ne se contentent pas d’obstruer le joueur en le mettant dans des situations dont il ne peut se sortir. Certains critiques considèrent néanmoins que compte tenu de la faible difficulté des énigmes, le jeu n’est pas conseillé aux joueurs les plus expérimentés,. Globalement, le jeu reçoit un accueil très positif et les journalistes le décrivent souvent comme l’un des meilleurs jeux du genre,,.

### Versions Amiga et Atari ST
| Versions Amiga et Atari ST |      |       |
| Média                      | Nat. | Notes |
| ACE                        | GB   | 85 %  |
| Amiga Action               | GB   | 81 %  |
| ZERO                       | GB   | 75 %  |

Comme la version originale, la version Amiga du jeu est plutôt bien accueillie par la presse spécialisée à sa sortie en 1989. Pour le journaliste Pat Winstanley du magazine ACE, ses graphismes « clairs et détaillés » le rendent en effet « agréable à jouer » même si les déplacements des personnages et le scrolling soient parfois « un peu saccadés ». Concernant son système de jeu, il estime que son interface est simple à prendre en main et qu’il nécessite une « vraie réflexion ». Il met également en avant la nécessité de faire coopérer les personnages pour résoudre les énigmes, qu’il considère comme le point fort du jeu, ainsi que les réponses « hilarantes » faites par les personnages. Il regrette en revanche que les interactions se limitent trop souvent à donner des objets ainsi que la nécessité de changer fréquemment de disquette, parfois même en plein milieu de l’action. Les journalistes du magazine Amiga Action font également l’éloge des graphismes du jeu, même s'ils considèrent que dans ce domaine, il est moins bon que Indiana Jones et la Dernière Croisade. Ils regrettent en revanche que le jeu ne tire pas partie des capacités sonores de l’Amiga en dehors de la séquence d’ouverture du jeu. Plus globalement, ils le décrivent comme une aventure « géniale » qui, combinée avec son côté interactif et son humour, en fait un grand jeu. La version Atari ST fait également l’objet de critiques positives. C’est notamment le cas de celle de Mike Gerrard, du magazine ZERO, qui salue en particulier ses graphismes et sa réalisation, qu’il juge « bien meilleure » que celle des jeux Sierra On-Line. Il salue également le casting « fantasque » du jeu ainsi que la bonne utilisation qu’il fait de la mémoire de la machine pour stocker les décors, qui permet d’éviter de changer en permanence de disquette.

### Version NES
| Version NES |      |       |
| Média       | Nat. | Notes |
| Consoles +  | FR   | 89 %  |
| Joypad      | FR   | 87 %  |

Comme les précédentes, la version NES du jeu est plutôt bien accueillie par la presse spécialisée à sa sortie en 1990. Les journalistes du magazine Consoles + notent qu’il fonctionne comme Shadowgate mais que contrairement à celui—ci, il est « facile à jouer, vivant et captivant ». Au niveau des graphismes, ils n’identifient pas de changement par rapport aux versions sur ordinateurs mais ils notent quelques améliorations au niveau sonore, avec notamment des musiques « marrantes » et des « bruitages variés ». Ils jugent donc que sa réalisation a des faiblesses mais estiment que sa conception, qu’ils jugent « excellente et très intelligente », compense largement ce défaut. Ils considèrent en effet que le jeu est plein d’humour et qu’il propose des énigmes « passionnantes » mais pas trop difficile, et concluent qu’il s’agit d’un jeu « vraiment original » dont les possesseurs de Nintendo peuvent difficilement se passer. De leur côté, les journalistes de Joypad jugent qu’il est « bourré de qualités » avec notamment un scénario sympa, des graphismes soignés, une interface très simple d’utilisation et la possibilité d'utiliser plusieurs personnages indépendamment et de pouvoir passer de l'un a l'autre à volonté. Ils le décrivent donc comme un jeu « excellent » et considère qu’il est la porte d’entrée idéale pour les joueurs souhaitant découvrir les jeux d’aventure, et un indispensable pour les fans du genre.

## Postérité

### Impact culturel
Les rétrospectives désignent Maniac Mansion comme un jeu particulièrement influent, qui a contribué à réinventer le gameplay des jeux d’aventure graphique. La presse spécialisée note en particulier que supprimer la nécessité de « deviner le verbe » pour réaliser une action rend l’interface plus intuitive et permet au joueur de se focaliser sur l’histoire et les énigmes, ce qui rend l'expérience de jeu moins frustrante et plus amusante,. Les journalistes considèrent que Maniac Mansion a défini le style de Lucasfilm Games et qu'il a contribué à faire du studio un développeur de référence dans le domaine des jeux d’aventure graphique,. D’après ces rétrospectives, son succès, et celui de titres comme Space Quest ou encore Leisure Suit Larry, inaugure l’âge d’or des jeux d’aventure humoristiques, et permet au genre de devenir commercialement viable,. C’est également un des premiers jeux vidéo à introduire le placement de produit, technique qui est ensuite reprise dans des jeux comme Teenage Mutant Ninja Turtles II, Zool, ou Tapper.

### Impact technologique
Le moteur de jeu de Maniac Mansion, le SCUMM, est également considéré comme une révolution pour le genre. Les rétrospectives soulignent notamment son utilisation par onze jeux d’aventure développés par LucasArts durant les dix années qui suivent et qu'après avoir quitté le studio en 1992, Ron Gilbert le réutilise pour créer des jeux d’aventure au sein de Humongous Entertainment,. Un journaliste attribue ce succès à un souhait d’optimiser le processus de développement et de produire des jeux d’aventure plus amusants. Il note que d’autres studios de développement adoptent ensuite un système similaire. Rétrospectivement, Ron Gilbert juge avoir fait un certain nombre d’erreurs en développant le jeu, comme les situations où le joueur se retrouve bloqué, et qu’il a donc amélioré le concept pour les jeux sur lesquels il a ensuite travaillé, comme pour les Monkey Island,.

### Adaptation
En 1990, le jeu fait l’objet d’une adaptation en série télévisée issue d’une collaboration entre Lucasfilm, The Family Channel et Atlantis Films,. La série est diffusée sur la chaine The Family Channel à partir de septembre 1990 aux États-Unis, puis au Canada sur YTV,. La série reste ensuite à l’antenne pendant trois saisons, 66 épisodes ayant été tournés. Bien qu’elle s’inspire en partie du jeu vidéo, son scénario est très différent de celui du jeu. Celui-ci se focalise en effet sur la vie de famille des Edison, Joe Flaherty jouant le rôle du docteur Fred. L’équipe scénaristique est dirigée par Eugene Levy. Lors de sa diffusion, la série est bien accueillie par les critiques,,. Ainsi, le Time magazine la considère comme une des meilleures séries de l’année. Certaines critiques, comme celle de Ken Tucker dans le magazine Entertainment Weekly, se demandent cependant comment celle-ci a atterri sur The Family Channel compte tenu de l’humour « SCTV » de Flaherty.

### Suite
Début 1990, LucasArts demande à Dave Grossman et à Tim Schafer, qui avaient travaillé avec Gilbert sur la série Monkey Island, de concevoir une suite à Maniac Mansion intitulée Day of the Tentacle. Pour l’écriture du scénario, ils sont dans un premier temps aidés par Winnick et Gilbert, ce dernier ayant alors l’idée d'asseoir les énigmes du jeu sur les voyages dans le temps. Les deux concepteurs choisissent de garder un certain nombre de personnages du premier épisode, notamment Bernard et les Edison, mais ils abandonnent le système de sélection des personnages, qui d’après eux n’apporte pas grand-chose au système de jeu. En hommage au premier épisode, le duo incorpore dans le jeu une énigme dans laquelle le joueur doit congeler puis décongeler un hamster. Ils donnent également au joueur la possibilité de jouer au jeu original via un ordinateur disponible dans le jeu. Comme son prédécesseur, Day of the Tentacle utilise le moteur SCUMM. Il est le premier jeu développé par LucasArts à inclure des doublages. Publié en juin 1993, le jeu est très bien accueilli par la presse spécialisée à sa sortie et reste aujourd’hui considéré comme une référence du genre,.